# Eremochrysa (Eremochrysa) digueti
Eremochrysa (Eremochrysa) digueti is een insect uit de familie van de gaasvliegen (Chrysopidae), die tot de orde netvleugeligen (Neuroptera) behoort. 
Eremochrysa (Eremochrysa) digueti is voor het eerst wetenschappelijk beschreven door Navás in 1911.